# Resolució 1732 del Consell de Seguretat de les Nacions Unides
La Resolució 1732 del Consell de Seguretat de les Nacions Unides fou adoptada per unanimitat el 21 de desembre de 2006. Després de dona la benvinguda a un informe d'un grup de treball establert pel Consell de Seguretat, el Consell va prendre nota dels seus resultats i va decidir que havia complert el seu mandat.

## Detalls
El mandat del grup de treball era fer recomanacions sobre com millorar l'eficàcia de les sancions internacionals de les Nacions Unides. També es va encomanar abordar les conseqüències no intencionals de les sancions, l'aplicació de les sancions i els procediments d'eliminació de la llista. Es va demanar als òrgans subsidiaris que prenguessin nota de les conclusions del grup de treball.